# Museo de arte de Nuuk
El museo de arte de Nuuk (en danés: Nuuk Kunstmuseum) es un museo nacional en Nuuk, capital de Groenlandia. La institución cuenta con una notable colección de pinturas, acuarelas, dibujos y figuras de esteatita, marfil y madera, muchas de ellas recopiladas por el empresario Svend Junge, así como más de 150 obras de Emanuel A. Petersen.

## Fundación

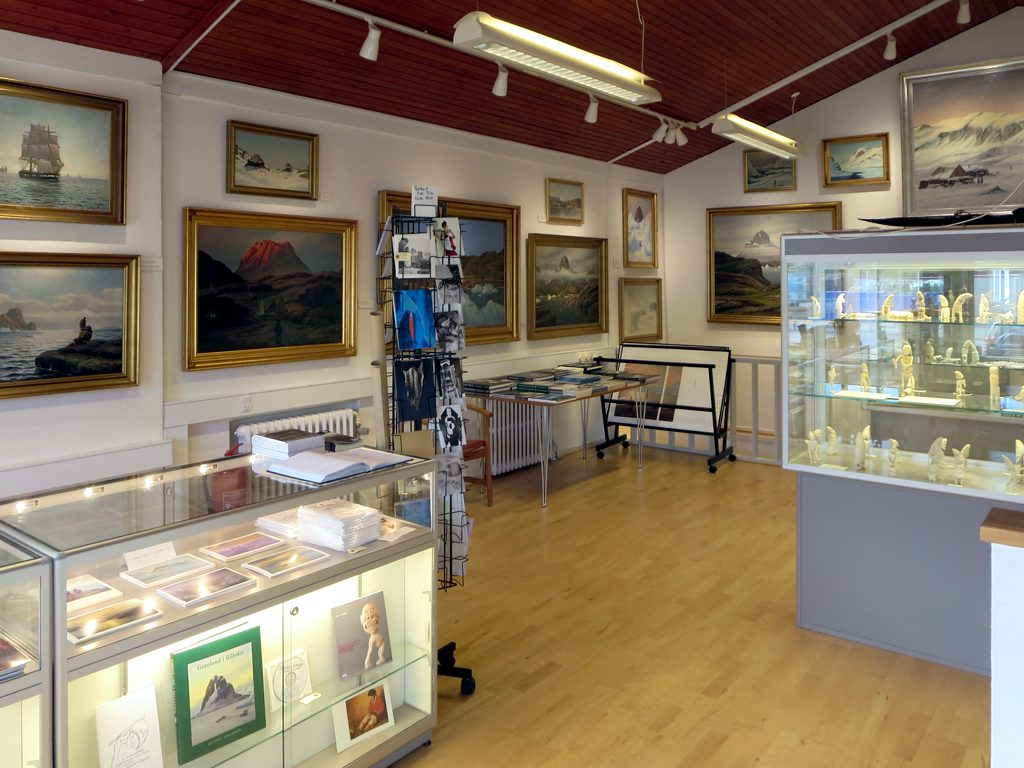
El interior del museo, con pinturas de Emanuel Petersen.

El museo fue fundado el 22 de mayo de 2005, y ocupa con una superficie de 600 metros cuadrados un antiguo edificio de la Iglesia Adventista del Séptimo Día en la zona de Kissarneqqortuunnguaq en Nuuk. Svend y Helene Junge cedieron la institución a los ciudadanos del municipio el mismo día. El museo de arte se completó e inauguró el 21 de junio de 2007, coincidiendo con el día nacional de Groenlandia.